# Deadlock (Band)
Deadlock (englisch für „Stillstand“, „Blockierung“, „Systemblockade“) ist eine deutsche Melodic-Death-Metal-Band aus Bayern. Die Band besteht aktuell nur aus dem Gründungsmitglied Sebastian Reichl und der Sängerin Sabine Scherer.

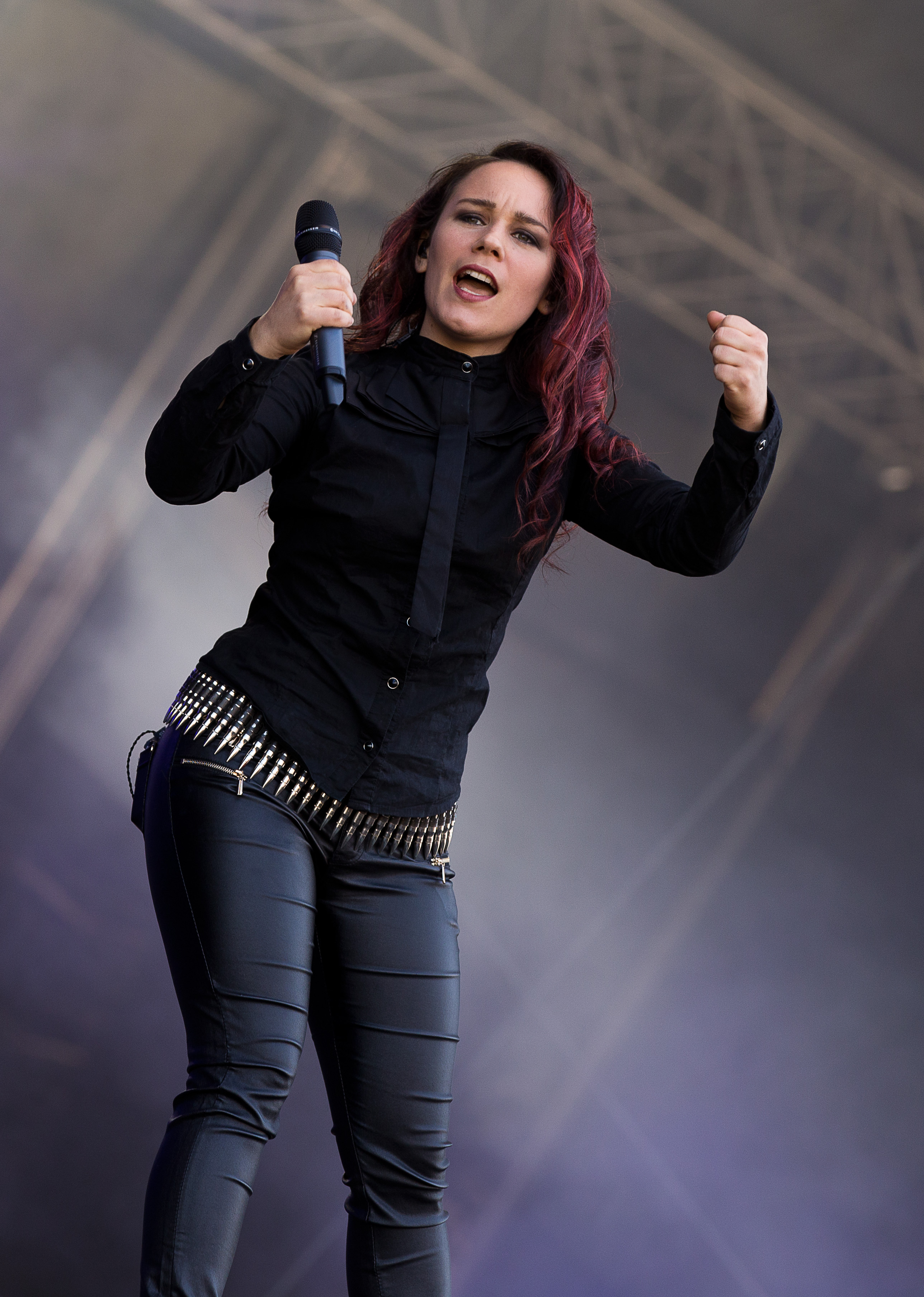
Sängerin Margie Gerlitz auf dem Rockharz 2016

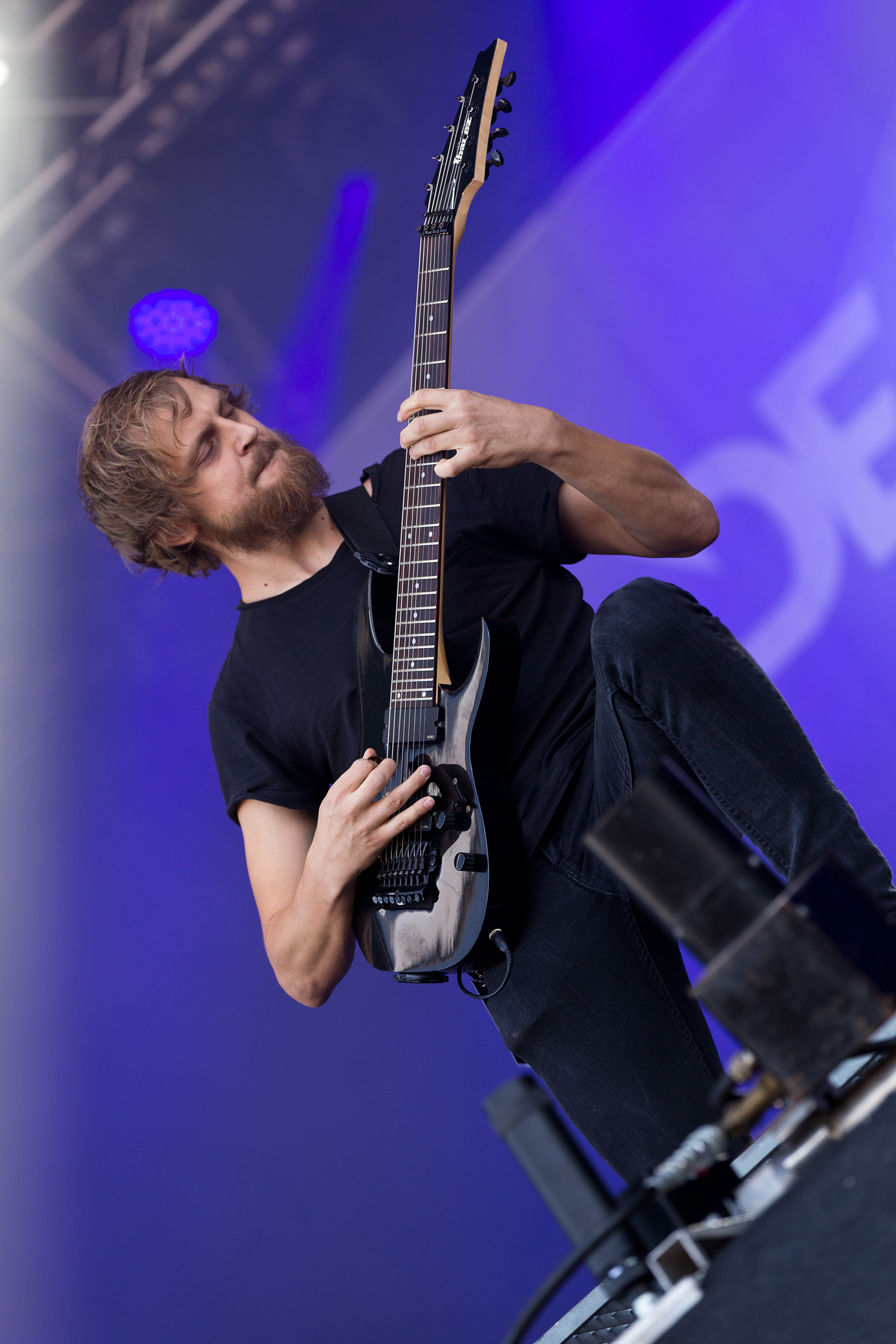
Gitarrist Sebastian Reichl auf dem Rockharz 2016

## Geschichte

### Anfänge (1997–2002)
Deadlock wurde 1997 von Tobias Graf, Sebastian Reichl und Johannes Prem als reine Death-Metal-Band gegründet. Nach einer ersten selbstbetitelten 7"-Platte, fand die Band 2000 erstmals in der Musikpresse Beachtung, nachdem die EP I’ll Wake You When Spring Awakes via Winter Recordings veröffentlicht wurde. Auf jenem Underground-Label erschien auch das Debüt-Album The Arrival, auf dem erstmals Keyboards und Synthesizer zu hören war. Ebenso wurde das erste Mal klarer, weiblicher Gesang durch Sabine Scherer in den Sound integriert, die jedoch vorerst nur als Gastsängerin vertreten war.

### Earth.Revolt, Wolves & Manifesto (2003–2009)
Parallel zur Split-CD mit Six Reasons to Kill unterschrieb die Band einen Mehralbenvertrag mit Lifeforce Records, wo kurze Zeit später das zweite Album Earth.Revolt veröffentlicht wurde. Wenig später wurde dann auch Sabine Scherer als festes Bandmitglied integriert. 2007 erschien das dritte Album Wolves, zudem wurden Liveshows und Festivals zu Promotionzwecken durchgeführt, unter anderem eine Europatour (als Support für Neaera), das Summer-Breeze-Festival und das Metalcamp-Festival in Slowenien. Am 28. Dezember 2007 feierte die Band ihr zehnjähriges Bestehen mit einem Jubiläums-Konzert im Gloria-Filmtheater in Regensburg.
2008 wurde die CD Manifesto veröffentlicht und die Band verlängerte ihren Kontrakt mit Lifeforce Records. Aus persönlichen und musikalischen Differenzen trennte sich die Band von Bassist Thomas Huschka. Die Manifesto-Promotiontour mit The Haunted und All That Remains wurde mit Bartosz Wojciechowski von Fear My Thoughts als Gastmusiker absolviert.
Im April 2009 gab die Band auf ihrer offiziellen Website John Gahlert (ehemals Fall of Serenity) als neuen Bassisten bekannt. Des Weiteren spielte die Band u. a. auf dem With-Full-Force-Festival, dem ProRock-Festival in der Ukraine und dem Summer-Breeze-Festival.
Nach erfolgreicher Veröffentlichung der CD Manifesto in Japan und Russland wurden dort ebenfalls Promotionauftritte durchgeführt. Im Dezember 2009 nahmen Deadlock an der Darkness over X-Mas-Tour mit Dark Tranquillity, Swashbuckle, Caliban und Heaven Shall Burn teil.

### Bizarro World (2010–2011)
Im Februar 2010 tourten Deadlock dann auf der „Shallow Life Tour“ als Support für Lacuna Coil durch Deutschland. Im Mai 2010 gastierten Sebastian Reichl und Sabine Scherer auf dem Erfolgsalbum Invictus der Band Heaven Shall Burn im Song „Given in Death“. Neben zahlreichen Konzerten im In- und Ausland waren Deadlock zuletzt als Vorgruppe der schwedischen Metalband Sonic Syndicate auf deren Tour „We rule the Night“ unterwegs.
Im Februar 2011 erschien das fünfte Studioalbum Bizarro World, welches Platz 61 der deutschen Albumcharts erreichte. Die Band ging zunächst auf die erste eigene Headlinertour, um danach im Vorprogramm von Ill Niño erneut in Deutschland zu touren. Weiterhin war die Band erneut auf dem Summer-Breeze-Festival, auf dem With-Full-Force-Festival und erstmals auch auf dem Wacken Open Air vertreten. Im Oktober 2011 verkündete Johannes Prem seinen einvernehmlichen Austritt mit der Begründung, Deadlock nicht mehr die nötige Zeit widmen zu können. Daraufhin gab die Band im November 2011 ihre neue Besetzung bekannt. Den Gesang übernahm der vorher für den Bass zuständige John Gahlert, am Bass wiederum ersetzt ihn der bisherige Tourmanager Ferdinand Rewicki. Das neue Line Up trat erstmals im Rahmen einer Co-Headlinertour mit Lake of Tears Ende 2011 gemeinsam auf.

### The Arsonist (2012–2013)
Im April 2012 ging Deadlock in der gleichen Besetzung auf ihre zweiten Headlinertour durch Europa, zusammen mit The Unguided, um anschließend als Co-Headliner zusammen mit Nightrage im Vorprogramm von Demon Hunter auf deren „True Defiance Tour“ zu spielen. Am 8. Februar 2013 gab der Gitarrist Gert Rymen auf der offiziellen Facebook-Seite bekannt, dass er die Band verlassen habe. Er begründete dies damit, dass er mehr Zeit mit seiner Familie verbringen und sich mehr seiner beruflichen Tätigkeit widmen wolle.
Ende Juni 2013 gab die Band bekannt, dass der Bassist Ferdinand Rewicki fortan die zweite Gitarre spielen wird. Ende Juli 2013 veröffentlichte die Band ihr Album The Arsonist über Napalm Records.

### The Re-Arrival & Hybris (2014–2016)
Ende April 2014 verließ Gründungsmitglied und Drummer Tobias Graf die Band, da er sich aus privaten und beruflichen Gründen nicht mehr in der Lage sah, weiter in der Band zu spielen. Graf starb am 2. September 2014 nach schwerer Krankheit.
Im August 2014 veröffentlichten Deadlock The Re-Arrival ein Album mit Re-Makes von Songs früherer Alben. Sie gaben Ende April 2016 bekannt, dass Margie Gerlitz, welche seit September 2014 Sabine vertrat, von nun an die permanente Sängerin ist. Am 8. Juli 2016 kam ihr neues Album in die Läden, welches den Titel Hybris trägt.

### Rückkehr von Sabine Scherer und neue Single (seit 2017)
Nach Hybris gaben Deadlock noch einige Live-Auftritte, bis es lange Zeit still um die Band wurde.
2020 gab es einige Teaser zu einem möglichen neuen Alben, woraufhin es nochmal etwas still um Deadlock wurde.
Am 28. September 2024 veröffentlichen Deadlock die neue Single Blackest Black und mit ihr wurde bekannt, dass Sabine Scherer wieder den Gesang übernimmt und Sebastian Reichl die Growls. Auch bekannt wurde dadurch, dass John Gahlert, Ferdinand Rewicki, Werner Riedel, Christian Simmerl und Margie Gerlitz nicht mehr Teil der Band sind. Unklar ist, ob es ein neues Album geben wird. Deadlock bestätigten jedoch in den Kommentaren zum Musikvideo auf Facebook, dass mehr folgen wird.

## Stil
Die Band vereint in ihrer Musik das stiltypische, filigrane Gitarrenspiel aus dem klassischen Metal mit Rhythmus-Elementen aus extremeren Death-Metal-Strömungen. Als unterstützende Instrumente werden oftmals auch Keyboards, Synthesizer und Sequenzer verwendet.
Gesanglich dominiert ein stetiger Wechsel zwischen harten Growls des Sängers John Gahlert und klaren, melodischen Hooklines der Sängerin Margie Gerlitz. Die Band beschreibt ihren Stil selbst als „mixture of technical, melodic metal with the harsh atmospheric nature of today’s modern sounds“. Auf ihren letzten Alben zeigen sich Deadlock auch offen für genrefremde Einflüsse, wie z. B. halbminütige Ausflüge in Techno- oder Hiphop-Gefilde oder Trance-Remixe ausgewählter Songs.

## Diskografie

### Alben
- 2002: The Arrival (Winter Recordings)
- 2005: Earth.Revolt (Lifeforce Records)
- 2007: Wolves (Lifeforce Records)
- 2008: Manifesto (Lifeforce Records)
- 2011: Bizarro World (Lifeforce Records)
- 2013: The Arsonist (Napalm Records)
- 2014: The Re-Arrival (Lifeforce Records)
- 2016: Hybris (Napalm Records)

### Sonstiges
- 1998: Insist (Demo Tape) (Non Label)
- 1999: Deadlock (7" Vinyl) (Winter Recordings)
- 2000: I’ll Wake You When Spring Awakes (EP) (Winter Recordings)
- 2003: Deadlock / Six Reasons to Kill Split (Winter Recordings)

### Singles
- 2011: State of Decay (Lifeforce Records)
- 2016: Berserk (Napalm Records)
- 2016: Ein Deutsches Requiem (Napalm Records)
- 2016: Backstory Wound (Napalm Records)
- 2024: Blackest Black (Non Label)